# 櫻井優衣
櫻井 優衣（さくらい ゆい、2000年〈平成12年〉2月21日 - ）は、日本の女性アイドル、モデル。女性アイドルグループ・FRUITS ZIPPERのメンバー。ピンク・ベイビーズ、MyDearDarlin'、BlooDye、momograciの元メンバー。アソビシステム所属。東京都出身。

## 略歴
2013年10月20日、ピンク・レディーの楽曲を歌い継ぐというコンセプトで結成されたボーカルダンスユニット・ピンク・ベイビーズのメンバーとして、下北沢ガーデンで開催されたプレデビュー単独ライブでお披露目。2017年4月9日卒業。
その間、2016年には、ミスiD2017のセミファイナリストに選出。
2018年4月28日 - 30日、奈良・ミ・ナーラで開催された「NARA MINARA IDOL FES」でイベント司会・吉田豪のアシスタントを務めた。
2018年7月24日、ソロ1stシングル「恋はレモン色」をリリース。
2019年9月20日、櫻井とオーディションで選ばれたメンバーにより、FES☆TIVEの姉妹グループを結成することを発表。2020年1月4日、MyDearDarlin'結成。しかし、6月5日卒業を発表。7月16日、「[MyDearDarlin'単独LIVE]-現体制ラストLIVE-」（新宿BLAZE）をもって卒業した。
2020年12月4日、BlooDyeに新メンバーとして加入。2021年8月22日、現体制での活動を終了することを発表。2022年3月18日、「BlooDye FINAL LIVE 「FUTURE WINGS」」（SHIBUYA PLEASURE PLEASURE）をもって活動終了。
2021年4月17日にはソロとして「僕が君に恋した理由」を配信リリース。
2021年8月、雑誌「bis」（光文社）とitSnapとの共同プロジェクト「bis LEADERS」の第1期メンバーとなる。
2021年9月25日、momograci（ex.桃色革命）の期間限定コラボメンバーとして加入することを発表。当初10月1日のTOKYO IDOL FESTIVAL 2021がお披露目となる予定だったが、台風の影響により中止となり、10月3日の「momograci 無料単独公演「モグラの穴 vol.22」」（赤羽ReNY alpha）がお披露目となった。同年11月28日「momograci 櫻井優衣コラボ終了ライブ」（Shibuya eggman）にてコラボ終了。
2021年12月1日、アソビシステム所属を発表。
2022年2月22日、アソビシステムの新プロジェクト・KAWAII LAB.から誕生したアイドルグループ・FRUITS ZIPPERのメンバーとなる。同年4月24日、「FRUITS ZIPPER 櫻井優衣/真中まな/松本かれん 合同生誕祭」（恵比寿CreAto）にてお披露目。
2023年5月2日、自身初のデジタルで水着グラビア写真集を発売した。
2024年2月20日に自身初となる写真集を発売。
2024年10月までに、10周年記念プロジェクトとしての東名阪ツアーが開催された。

## 人物
ハロプロのファンであり、インタビューでは、最も影響を受けたアイドルにあげている。元ハロプロであざとくて何が悪いの?の司会を務めている鈴木愛理と元テレビ東京アナウンサーで「令和のあざと女王」と称される森香澄とは親交が深い。
年の離れた弟が1人いる。
趣味はラーメン巡り、占い、プラネタリウム鑑賞、メイク。
嫌いな食べ物は、ナスとゴーヤ。
流行語となった「なあぜなあぜ」の元ネタであるFRUITS ZIPPER「ハピチョコ」の歌詞「ねえ呼び出しなんてなあになあに？」を歌っている。

## 作品

### ソロ
- 「恋はレモン色」（2018年7月24日）
- 「僕が君に恋した理由」（2021年4月17日）
- 「ずるい、かわゆい」（2024年10月20日）

　　　-ずるい、かわゆい
　　　-カーストサマーセッション
　　　-You,You,You

## 出演

### テレビドラマ
- 天久鷹央の推理カルテ 第7話（2025年6月3日、テレビ朝日） - レジ店員 役[29]

### 舞台
- ワタシタチのキョリ（2021年5月、新宿村LIVE）

### ファッションショー
- Rakuten GirlsAward 2024 SPRING/SUMMER（2024年5月3日、国立代々木競技場第一体育館）[30]
- CREATEs presents IDOL RUNWAY COLLECTION 2025 Supported by TGC（2025年3月2日、国立代々木競技場第一体育館）[31]

## 書籍

### 雑誌
- 「bis LEADERS」（2021年8月 - 、光文社）- 第1期メンバー

### デジタル写真集
- 「ミントな彼女」（2023年5月2日、双葉社）[17]
- ガールフレンド（2023年6月7日、光文社）[32]
- キミの笑顔が原動力(2024年1月12日、 東京ニュース通信社）[33]

### 写真集
- YUi（2024年2月20日、光文社）[34]